# Hectotriadioedru rombic
În geometrie un hectotriadioedru rombic, sau 132-edru rombic este un poliedru compus din 132 de fețe rombice. Fețele rombice au 5 poziții în cadrul simetriei octaedrice, evidențiate în imaginile din infocasetă prin cele 5 culori. Există două tipuri topologice, tipul T și tipul C, cu același număr de elemente, aceeași simetrie, dar având o aranjare oarecum diferită a fețelor rombice.
Tipul T are câte 8 romburi (roșii și galbene în figura din stânga din infocasetă) care se întâlnesc în centrele celor 6 fețe ale unui cub. Câte 3 (bleu) se întâlnesc în cele 8 vârfuri ale cubului. 12 (indigo) sunt poziționate de-a lungul celor 12 laturi ale cubului și încă câte 4 (portocalii) care înconjoară fiecare dintre cele 12 laturi ale unui cubului (înconjoară romburile indigo). Este o zonoedrificare cu 12 zone a unui rombicuboctaedru.
Tipul C iste o zonoedrificare cu 12-zone a unui cub trunchiat.